# S/2006 S 1
S/2006 S 1 – mały księżyc Saturna, odkryty 26 czerwca 2006 roku na zdjęciach wykonanych od stycznia do kwietnia 2006 roku za pomocą Teleskopu Subaru na Hawajach. Jego średnica wynosi około 6 kilometrów. Nie został jeszcze oficjalnie nazwany. Część z nowo odkrytych księżyców otrzymała już własne nazwy, reszta otrzyma je w ciągu kilku lat.
Należy do grupy nordyckiej nieregularnych, zewnętrznych księżyców planety, poruszających się ruchem wstecznym.